# Ruben Loftus-Cheek
Ruben Ira Loftus-Cheek (Lewisham, 23 de janeiro de 1996) é um futebolista inglês que atua como meio-campista. Atualmente joga pelo Milan.

## Carreira no clube

### Chelsea
Loftus-Cheek ingressou no Chelsea aos oito anos de idade. Ele impressionou no início da temporada 2011–12 antes de sofrer uma lesão no quadril, da qual se recuperou até o final da temporada[carece de fontes?] para fazer uma aparição como substituto na final da FA Youth Cup de 2012. Na temporada 2012–13, Loftus-Cheek fez 18 aparições pela equipe sub-18 e nove aparições pela equipe sub-21, e no final da temporada foi recompensado por sua boa forma ao viajar com um lugar no elenco principal para um amistoso pós-temporada contra o Manchester City em maio de 2013. Em 2013–14, Loftus-Cheek ajudou o Chelsea a vencer a FA Youth Cup e foi titular nos sub-21 enquanto eles conquistavam a Premier League Sub-21.[carece de fontes?]

#### Temporada 2014–15

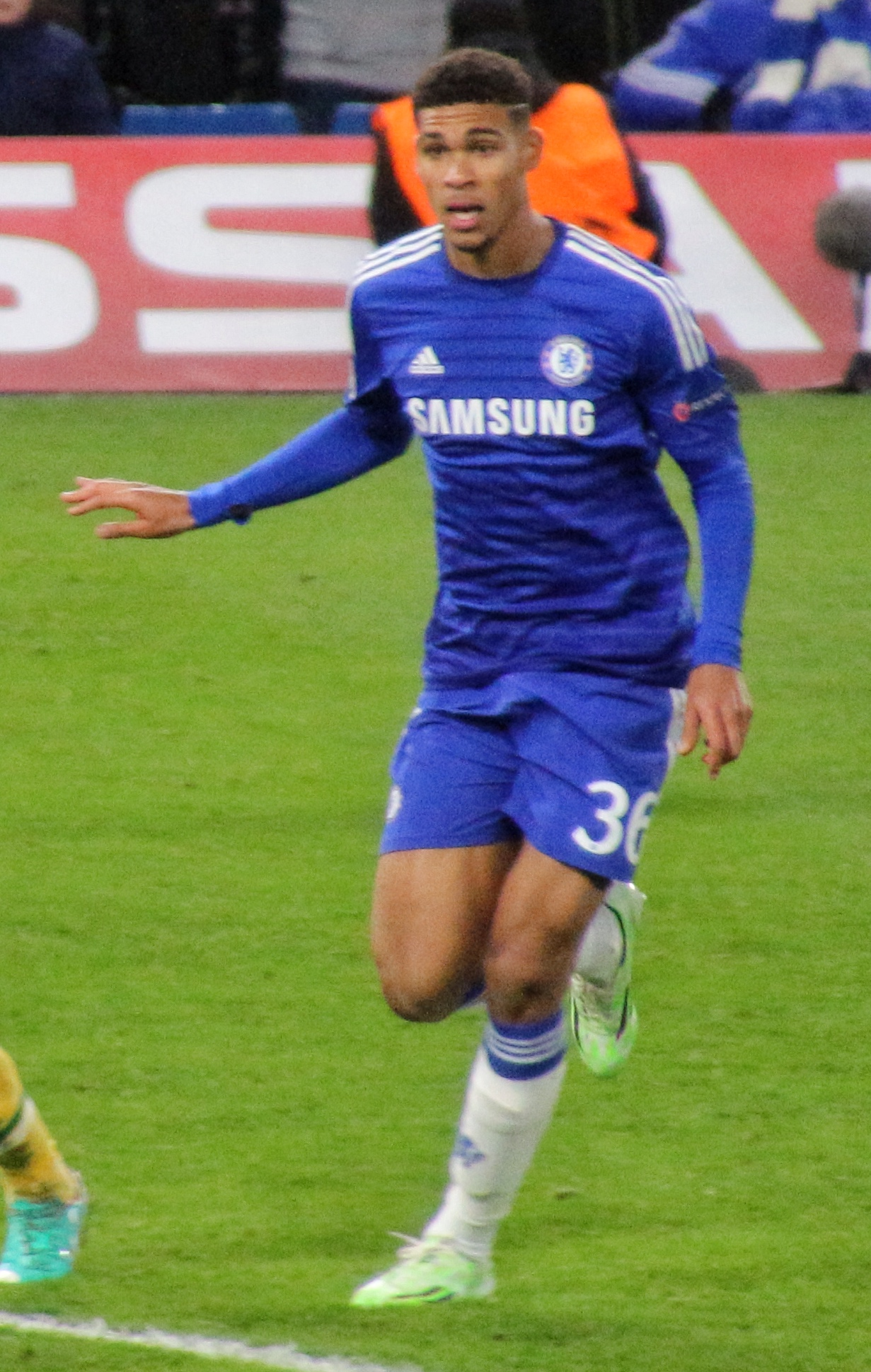
Loftus-Cheek jogando pelo Chelsea em 2014

Loftus-Cheek fez sua estreia pela equipe principal do clube em 10 de dezembro de 2014, substituindo Cesc Fàbregas nos últimos 7 minutos de uma partida do grupo da UEFA Champions League contra o Sporting CP no Stamford Bridge; o Chelsea venceu por 3 a 1 após já ter ficado em primeiro no grupo. Ele jogou sua primeira partida na Premier League em 31 de janeiro de 2015, entrando nos acréscimos no lugar de Oscar em um empate em casa por 1 a 1 contra o Manchester City.
Em 3 de fevereiro, Loftus-Cheek foi promovido ao elenco principal de José Mourinho ao lado do colega adolescente Izzy Brown.
Em 13 de abril, Loftus-Cheek jogou pelo Chelsea na final da UEFA Youth League de 2014–15 contra o Shakhtar Donetsk na Suíça, que terminou com uma vitória por 3 a 2 para o Chelsea. Em 10 de maio de 2015, Loftus-Cheek recebeu sua primeira titularidade contra o Liverpool em Stamford Bridge, jogando 60 minutos e registrando um índice de 100% de passes completos, antes de ser substituído por Nemanja Matić, em uma partida que terminou em empate por 1 a 1. Embora Loftus-Cheek tenha feito apenas três aparições na liga durante toda a temporada, Mourinho afirmou que ele receberia uma medalha de vencedor por suas contribuições nesta temporada.

#### Temporada 2015–16
Em 29 de agosto de 2015, Loftus-Cheek fez sua primeira aparição vindo do banco contra o Crystal Palace enquanto o Chelsea sofria sua primeira derrota em casa na temporada. Em 10 de janeiro de 2016, Loftus-Cheek entrou como substituto no intervalo de uma partida da FA Cup contra o Scunthorpe United, e marcou seu primeiro gol como profissional aos 68 minutos da partida, que o Chelsea venceu por 2 a 0. Excluindo John Terry, ele se tornou o primeiro jogador a estar no Chelsea desde antes dos 15 anos e marcar para eles desde Carlton Cole 10 anos e 3 dias antes.
Em 29 de fevereiro de 2016, Loftus-Cheek assinou um novo contrato de cinco anos após impressionar quando teve chances na equipe principal. Ele marcou seu primeiro gol na liga em 2 de abril, marcando o primeiro gol em uma vitória por 4 a 0 contra o Aston Villa fora de casa. Após marcar seu primeiro gol na liga, Loftus-Cheek continuou sendo titular nas duas partidas seguintes contra Swansea City e Manchester City.

#### Temporada 2016–17

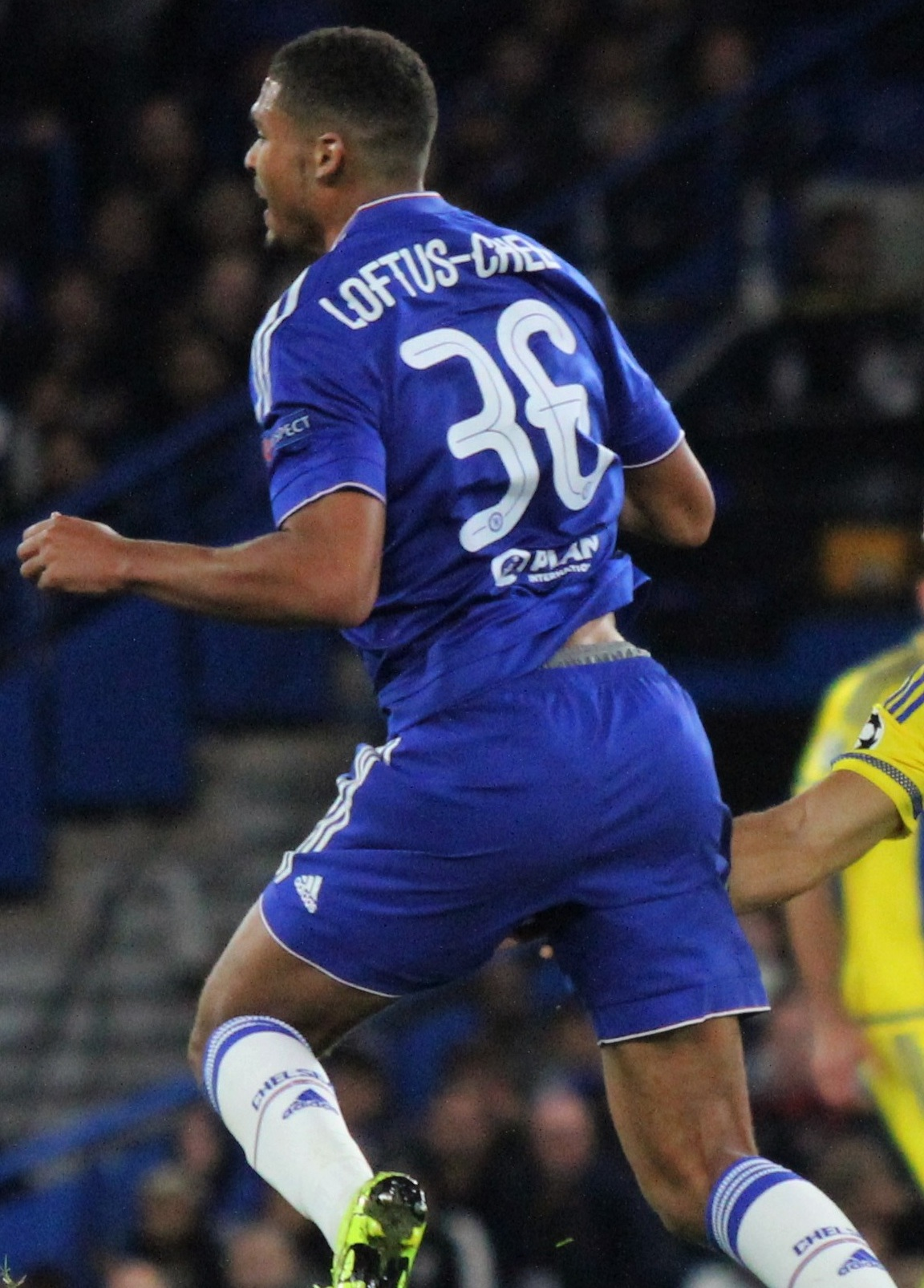
Loftus-Cheek jogando pelo Chelsea em 2015

Sob o comando do novo treinador, Antonio Conte, Loftus-Cheek foi escalado como atacante, jogando ao lado de Diego Costa durante a pré-temporada. Em 23 de agosto de 2016, Loftus-Cheek fez sua primeira aparição da temporada, começando contra o Bristol Rovers na segunda rodada da EFL Cup. Ele iniciou a jogada do primeiro gol, além de fornecer a assistência para o terceiro gol marcado por Michy Batshuayi, que se revelou o vencedor de uma vitória por 3 a 2. Ele recebeu uma ovação de pé ao ser substituído por Oscar aos 82 minutos, e também foi elogiado por Conte após a partida.

#### Temporada 2017–18: Empréstimo para o Crystal Palace
Em 12 de julho de 2017, Loftus-Cheek se juntou ao Crystal Palace, clube da Premier League, por empréstimo de uma temporada. Ele estreou no primeiro dia da temporada durante a derrota em casa por 3 a 0 contra o Huddersfield Town, jogando os 90 minutos completos. Em 25 de novembro de 2017, Loftus-Cheek marcou seu primeiro gol pelo lado londrino em uma vitória por 2 a 1 sobre o Stoke City. Após alguma forma impressionante, Loftus-Cheek foi recompensado com uma convocação para a seleção principal pelo técnico Gareth Southgate para os jogos contra Alemanha e Brasil em novembro de 2017.

#### Temporada 2018–19: Retorno do empréstimo
Para a temporada 2018–19, Loftus-Cheek foi incluído no elenco principal do Chelsea. Em 25 de outubro de 2018, ele marcou um hat-trick em uma partida em casa da Europa League contra o BATE Borisov, que terminou com uma vitória por 3 a 1 para o Chelsea. Três dias depois, ele marcou seu primeiro gol na liga da temporada fora de casa contra o Burnley. Ele marcou em jogos consecutivos na liga em dezembro, contra o Fulham em uma vitória por 2 a 0 em casa e Wolverhampton Wanderers em uma derrota por 2 a 1 fora de casa. Em 5 de maio, Loftus-Cheek marcou o primeiro gol contra o Watford em uma vitória por 3 a 0 em casa que eventualmente garantiu vaga na Liga dos Campeões para a temporada seguinte. No próximo jogo, no segundo jogo da semifinal da Europa League em casa contra o Eintracht Frankfurt, ele marcou em um empate por 1 a 1, com o Chelsea prevalecendo por 4 a 3 nos pênaltis. No entanto, ele foi descartado da final depois de sofrer uma lesão no tendão de Aquiles durante uma partida beneficente contra o New England Revolution.

#### Temporada 2019–20
Em 6 de julho de 2019, Loftus-Cheek concordou com um novo contrato de cinco anos com o Chelsea, válido até 2024. Sua lesão no final da temporada anterior o deixou fora de ação até junho de 2020, quando a Premier League foi retomada após o coronavirus lockdown. Ele fez seu retorno competitivo, começando o primeiro jogo do Chelsea de volta contra o Aston Villa, em 21 de junho.

#### Temporada 2020–21: Empréstimo para o Fulham
Em 5 de outubro de 2020, Loftus-Cheek foi emprestado ao Fulham pelo restante da temporada. Ele fez sua estreia no clube em 18 de outubro de 2020, em um empate fora de casa por 1 a 1 contra o Sheffield United depois de entrar como reserva. Em 22 de novembro, Loftus-Cheek marcou seu primeiro gol na Premier League pelo clube em uma derrota em casa por 2 a 3 contra o Everton.

#### 2021–2023: Retorno do empréstimo
Após seu retorno do empréstimo, Loftus-Cheek marcou apenas um gol em todas as competições em uma vitória por 2 a 0 sobre o Crystal Palace nas semifinais da FA Cup de 2021–22.

### AC Milan
Em 30 de junho de 2023, Loftus-Cheek ingressou no clube da Serie A AC Milan até 30 de junho de 2027 após 19 anos como jogador do Chelsea. Ele fez 155 aparições pelo Chelsea com um total de 13 gols antes de sua transferência para o clube italiano. Em 27 de setembro, ele marcou seu primeiro gol em uma vitória fora de casa por 3 a 1 sobre o Cagliari. Em 15 de fevereiro de 2024, Loftus-Cheek marcou duas vezes pelo AC Milan em uma vitória em casa por 3 a 0 contra o Rennes na fase de play-offs da Europa League.

## Títulos
Chelsea
- Campeonato Inglês: 2014–15, 2016–17
- Liga Europa da UEFA: 2018–19
- Supercopa da UEFA: 2021

Milan
- Supercopa da Itália: 2024

Inglaterra
- Torneio Internacional de Toulon: 2016

### Prêmios individuais
- Revelação do ano do Chelsea: 2016
- Melhor jogador do Torneio de Toulon de 2016